# Estniska frihetskriget
Estniska frihetskriget (estniska: Eesti Vabadussõda; ryska: Эстонская освободительная война) är det krig som Estland, i efterdyningarna av första världskriget och oktoberrevolutionen i Ryssland, förde 28 november 1918–3 januari 1920 mot den sovjetryska Röda armén, och 1919 i Lettland mot Baltische Landeswehr och den så kallade Järndivisionen, i syfte att skydda och säkra republiken Estland.

## Krigsförloppet
11 november 1918 slöts vapenvila mellan Tyskland och de västallierade (ententen). 13 november ogiltigförklarade Rysslands regering, ledd av Vladimir Lenin, den med Tyskland tidigare slutna freden i Brest-Litovsk. 16 november gav Röda arméns överbefälhavare Jukums Vācietis order om att anfalla på bred front från Finska viken ner till Ukraina. 28 november trängde två divisioner ur Röda armén (sammanlagt 12.000 man) in över Estlands gräns.
Organiserandet av Estlands krigsmakt låg då fortfarande i sin linda. Mindre än 2.000 man kunde skickas till fronten, utan en enda artilleripjäs till sitt förfogande. Under krigets första månad retirerade de estniska trupperna. Röda armén intog nordöstra och sydöstra Estland. Även staden Tartu föll. I början av januari 1919 stod Röda armén 40 km från Tallinn.
23 december 1918 utnämndes general Johan Laidoner till överbefälhavare i Estland. Mobilisering genomfördes. Till 5 januari 1919 hade 14.000 man samlats. En viktig roll i det fortsatta kriget spelade också finska frivilliga och enheter av frivilliga skolpojkar. De estniska trupperna gick till motoffensiv. 24 februari 1919 meddelade general Laidoner att fienden hade drivits ut över Estlands gräns. Under motoffensiven tog de estniska trupperna 6.000 fångar och vann över 40 artilleripjäser.
De estniska truppernas framstöt var till hjälp för Lettlands och Litauens arméer. I januari 1919 hade Röda armén ockuperat nästan hela Lettland inklusive Riga och en stor del av Litauen inklusive Vilnius. De estniska truppernas framgång tvingade Röda arméns befälhavare att den 22 februari 1919 stoppa offensiverna i Lettland, Litauen och Vitryssland. Av Röda arméns totalt 285.000 man på västfronten sändes 80.000 mot Estland. Från mars till maj 1919 försökte Röda armén bryta Estlands försvar, men utan framgång. Estlands försvar växte genom slutförandet av mobiliseringen till 75.000 man och stod emot alla angrepp. Samtidigt förlorade Röda armén Vilnius i Litauen den 23 april och Riga i Lettland den 22 maj.
12 maj gick Estlands armé till allmänt anfall och intog Pskov (estniska: Pihkva) den 25 maj.
Ett flertal stater stödde Estland i frihetskriget. Storbritannien skickade den 12 december 1918 en flotteskader till Tallinn. Tack vare britternas hjälp var Estlands kust säkrad. USA hjälpte Estland huvudsakligen med humanitärt bistånd. Det största antalet frivilliga kom från Finland, totalt 3.500 man. De första av dessa kom till striderna den 8 januari 1919, och deltog i den framgångsrika estniska motoffensiven. Mindre enheter kom också från Danmark (omkring 200 man) och Sverige (omkring 300 man).
Estland hjälpte å sin sida Lettland att skapa ett försvar. Sommaren 1919 opererade två av Estlands tre divisioner i Nord-Lettland, som rensades från Röda armén. Detta ledde i juni 1919 till sammanstötning med Landeswehr, som försökte lägga Lettland under sig. I det avgörande slaget vid Cēsis (estniska: Võnnu, tyska: Wenden) segrade estnisk-lettiska trupper den 23 juni. Denna dag är (officiellt sedan 1935) helgdag i Estland.
Kriget mot Ryssland fördes under sommaren och hösten 1919 på ryskt territorium, till stor del i samarbete med Nikolaj Judenitj' Nordvästarmé. I november trängde Röda armén åter fram mot Estlands gränser. I november och december 1919 ägde de intensivaste slagen under frihetskriget rum på Narvafronten. Den ryska krigsledningen sände 2 arméer om totalt 160.000 man mot Estland. Estland samlade 85.000 man. Vid slutet av 1919 accepterade Ryssland vapenstillestånd, som trädde i kraft den 3 januari 1920 klockan 10.30 på morgonen.
Den 2 februari 1920 slöts fredsfördraget i Tartu (Dorpat). Med det avsade sig Ryssland för evigt alla anspråk på Estland, erkände villkorslöst Republiken Estlands självständighet samt förpliktigade sig att betala de skador som genom kriget orsakats Republiken Estland. Samtidigt fixerades Estlands-Rysslands gräns.
I det estniska frihetskriget föll 5.000 soldater på den estniska sidan.